# エリザベス・ド・バラ

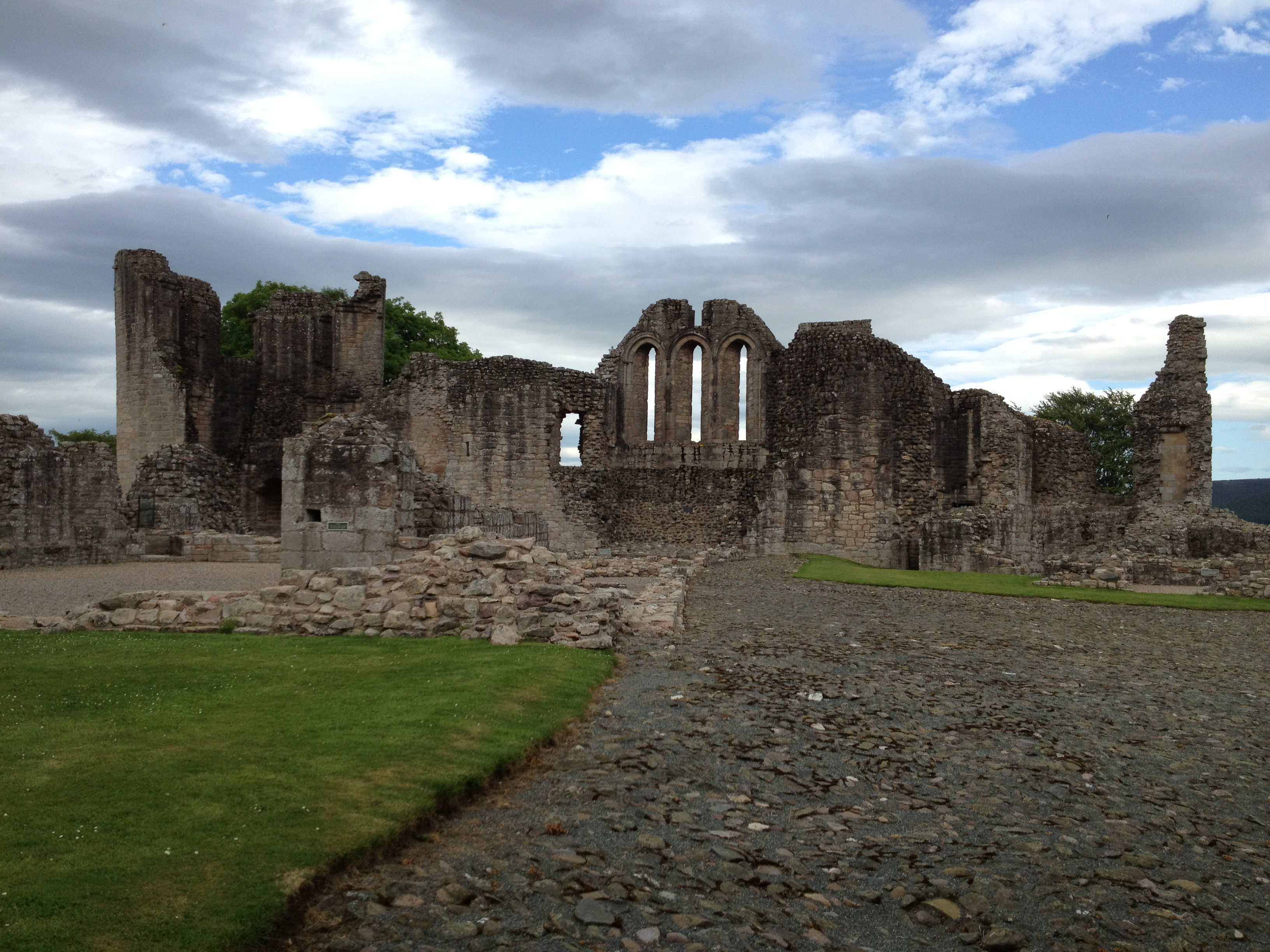
キルドラミー城

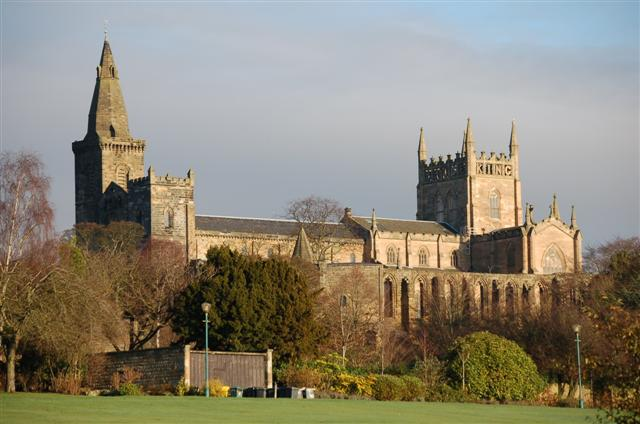
ダンファームリン修道院

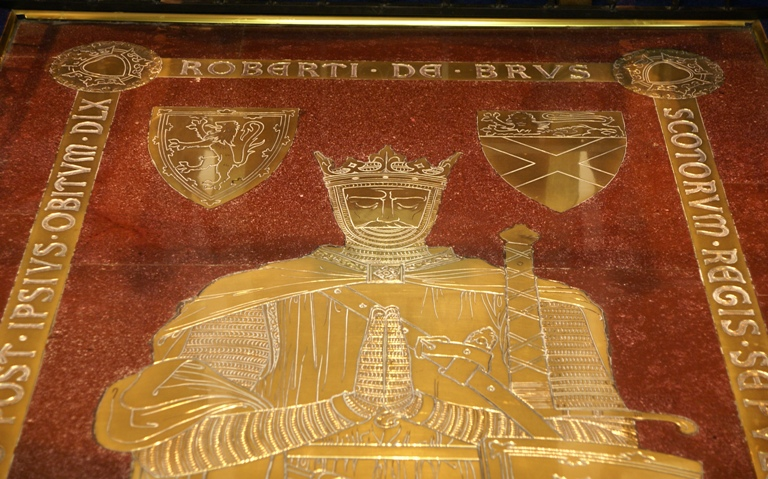
ロバート・ブルースとエリザベス・ド・バラの墓を覆うビクトリア朝の真鍮プレート

エリザベス・ド・バラ（Elizabeth de Burgh, 1289年ごろ - 1327年10月27日）は、スコットランド王ロバート・ブルースの2番目の妃であり、唯一の王妃であった。

## 概略
1289年ごろにおそらくアイルランド北部のアルスターのダウンまたはアントリムで生まれた。当時アイルランド領主の中で最も有力なノルマン貴族の一人、第2代アルスター伯リチャード・オーグ・ド・バラの娘である。父リチャード・オーグはイングランド王エドワード1世の親しい友人であり同盟者でもあった。
スコットランドで最も有名な王の王妃であったにもかかわらず、エリザベスについてはあまり知られていない。エリザベスに関する記録は少ないものの、夫ロバート王の治世中にスコットランドとイングランドの間で起こった政治的混乱に巻き込まれ、身を守るために何度も移動し、最終的に捕虜になったことははっきりしている。

## 生い立ちと結婚
エリザベスはアイルランド北部のアルスターにおいて1289年ごろに、第2代アルスター伯リチャード・オーグ・ド・バラとその妻マーガレット・ド・バラ（1304年没）の娘として生まれた。父リチャード・オーグは、イングランド王エドワード1世の親しい友人であった。
エリザベスはおそらくイングランドの宮廷で、当時キャリック伯であったロバート・ザ・ブルースと出会った。2人は1302年にイングランドのエセックスのチェルムズフォード近郊のリトルで結婚した。当時、ロバートは妻を亡くしており、最初の結婚で生まれた幼い娘がいた。エリザベスは13歳位、ロバートは28歳であった。
1306年3月27日、ロバートとエリザベスはスクーンにおいてスコットランド王および王妃に即位した。戴冠式は、エドワード1世がジョン・ベイリャルからスコットランド王位を剥奪して以降、イングランドが主張していた宗主権を無視して行われた。戴冠式の後、エリザベスはまるでエドワード1世に敗北することを恐れているかのように次のように言ったと伝えられている。
「ああ、私たちは春の王と王妃に過ぎません！」

## 捕虜
1306年6月19日のメスベンの戦いにおいてスコットランド軍が敗北した後、ロバートはエリザベス、最初の結婚で生まれた娘マージョリー、姉妹のメアリーとクリスティーナを、弟ニール (ナイジェル) の保護の下、キルドラミー城に送った。
イングランド軍はスコットランド王の一家がいた城を包囲した。イングランド軍が鍛冶屋に「持ち運べるだけの金」を賄賂として渡し、穀物倉庫に火をつけさせたことで、包囲はついに成功した。勝者はニール・ブルースを絞首刑にし、四つ裂きにした。しかし、第9代アソル伯の護衛の下、王家の女性たちはすでに逃亡していた。
彼らは、カミン家を支持するロス伯によりタインの聖デュサック聖堂で捕らえられ、エドワード1世のもとに送られた。エドワード1世は、ロバートの姉妹メアリーとバハン伯夫人イザベラを、それぞれロクスバラとベリックの城壁に建てられた木製の監獄に投獄し、ロバートの9歳の娘マージョリーをワットンの修道院に送った。
エリザベスはイングランドにおいて過酷な条件下で拘留されたが、エドワード1世はエリザベスの父アルスター伯からの支援をまだ必要としていた。アソル伯が絞首刑となり、その頭部はロンドン橋にさらされた。
エリザベスはイングランドに8年間投獄された。1306年10月から1308年7月まで、エリザベスはヨークシャーのバーストウィック＝イン＝ホルダーネスで拘留され、そこで2人の老女だけが奉仕し、過酷な処遇を訴える手紙を書いた（エリザベスは服を3着しか持たず、被り物や寝具のリネンを持っていなかった）。その後、1312年3月までバークシャーのビシャム修道院に移された。そこから、6人の侍女と手当を与えられてウィンザー城に移され、1312年10月まで滞在し、さらに1313年3月までドーセットのシャフツベリー修道院、1314年3月までエセックスのバーキング修道院、1314年6月までケントのロチェスター城に滞在した。バノックバーンの戦いの後、エリザベスは捕虜交換の協議が行われている間にヨークに移された。ヨークでは、彼女にはイングランド王エドワード2世に謁見した。最終的に、1315年9月29日にバノックバーンの戦いの後に捕らえられたヘレフォード伯と交換に1315年に釈放された。
エリザベスには、マティルダ、マーガレット、デイヴィッド（後のスコットランド王デイヴィッド2世）の成人した3人の子がいた。

## 死
エリザベスは、バンフシャーのカレンの王室の住居を訪れたときに落馬し、1327年10月27日に38歳ほどで亡くなった。
1093年以降スコットランド王夫妻が埋葬されてきたファイフのダンファームリン修道院に、エリザベスの遺体はすぐに運ばれた。カレンの教区民は遺体が無事に到着しないのではと心配し、防腐処理の際に内臓を取り除く措置を取った。一部の記録では、エリザベスの内臓がファイフに別々に運ばれたと主張しているが、他の記録では、内臓はカレン教区教会に埋葬されたとしている。教区民はまた、エリザベスのためにミサを行った。
ロバートは、エリザベスの遺体が運ばれ埋葬のために南に戻ってきたことに感謝して、カレンのオールド・カーク（カレン教区教会）に聖職者が置かれ、エリザベスの魂ののために祈るためのミサを開くため5ポンドを永久に支払うことを命じた。ロバートのこの遺贈は、1543年にスコットランド女王メアリーにより増額され、何世紀にもわたって異なる団体により1975年の地方自治体改革による記録の変化と紛失により支払いが止まるまで支払われ続けた。2011年、教会の牧師であるメルビン・ウッド牧師は、伝統を再施行するためにモレイ評議会に申請し、長い調査の後、年間2.10ポンドの支払いを回復することに同意し、逃した分割払いの支払いにも同意した。今では、日曜礼拝で女王を称える祈りが捧げられるとともに、前年に亡くなった教区民を偲ぶ祈りも捧げられている。
ロバート王はエリザベスの死から18ヶ月後に亡くなり、その遺体は、修道院の中央、主祭壇の下、金箔で飾られたアラバスター製の墓に埋葬されていたエリザベスの隣に埋葬された。墓の一部はまだ残っており、スコットランド国立博物館で見ることができる。修道院は1560年にスコットランドの改革の間にカルヴァン派により解体され、墓は失われた。しかし、ロバート王の棺は1819年に新しい修道院の建設作業中に発見され、エリザベスの棺は1917年に発見された。

## 子女
- マーガレット（1315/23年 - 1346年3月30日） - 第5代サザーランド伯ウィリアム・ド・モラヴィアと結婚し、1男ジョンをもうけた[21]。
- マティルダ（モード）（1315/23年 - 1353年7月30日） - トマス・アイザックと結婚し、ジョアンナとキャサリンの2女をもうけた[21]。
- デイヴィッド2世（1324年 - 1371年） - スコットランド王
- ジョン（1324年3月5日 - 1327年10月） - デイヴィッド2世と双子、スコットランド王位継承者[22][23]
- エリザベス（1364年以降没） - アバーダルギー領主ウィリアム・オリファントと結婚